# فینال جام باشگاه‌های اروپا ۱۹۶۱
فینال جام باشگاه‌های اروپا ۱۹۶۱، رقابت پایانی جام باشگاه‌های اروپا در سال ۱۹۶۱ میلادی است که مابین دو تیم باشگاه فوتبال بنفیکا و باشگاه فوتبال بارسلونا در ورزشگاه وانکدورف ، برن برگزار شده‌است.
این مسابقه که در تاریخ ۳۱ مه ۱۹۶۱ انجام شده‌است با نتیجه ۳ بر ۲ به سود تیم باشگاه فوتبال بنفیکا به پایان رسید.